# خاشاآت
خاشاآت (به لاتین: Khashaat) یک منطقهٔ مسکونی در مغولستان است که در استان آرخانگای واقع شده‌است. خاشاآت ۲٬۶۰۰ کیلومتر مربع مساحت دارد.